# Чэнь Цзянхуа
Чэнь Цзянхуа́ (кит. упр. 陈江华, пиньинь Chén Jiānghuā; род. 12 марта 1989 года) — китайский профессиональный баскетболист, в настоящее время выступает за клуб китайской баскетбольной ассоциации «Гуандун Саузерн Тайгерс» и национальную сборную Китая. Выступает на позициях разыгрывающего и атакующего защитника.

## Карьера

### Клубная карьера
В 2001 году Чэнь с тремя выпускниками Спортивной школы Вэйлунь (Гуандун) победил в соревнованиях по стритболу 3-на-3 Nike China в Шанхае и получил возможность выехать в США. В Далласе его игру отметил Ван Чжичжи, который сказал репортерам CCTV, что парень может легко сделать данк.
После этого, Чэнь вместе с одноклассником Тан Чжэндуном шесть месяцев провел в Американской Баскетбольной Академии в Юджине, штат Орегон. В местной газете бывший разыгрывающий «Орегон Дакс» Люк Риднур отмечал скорость молодого китайского игрока.
Впервые Чэнь стал известен в 2003 году, когда в передовице New York Times появилась статья о нём. За ней последовала статья в Boston Globe и журнале ESPN.
В 2005 году Чэнь принимал участие в летнем лагере Reebok ABCD, где один из участников, Уил Харрис сказал о нём: «это лучшее в мире неизвестное дарование».

### Международная карьера
Чэнь был приглашен в первую сборную Китая для участия в чемпионате мира 2006, даже несмотря на то, что ему на тот момент исполнилось 17 лет. На турнир его пригласил литовский тренер сборной Йонас Казлаускас. На турнире он в среднем проводил на паркете 10,3 минуты, набирал 3,5 очка за игру и отдавал одну результативную передачу.
Также Чэнь в возрасте 19 лет попал в состав национальной сборной на баскетбольный турнир Пекинской Олимпиады 2008 года. Выступал за сборную КНР на Олимпиаде 2012 года, однако команда не вышла из группы.

## Достижения
Гуандун Саузерн Тайгерс:
- Чемпион Китайской баскетбольной ассоциации : 2008, 2009, 2010, 2011
- Серебряный призёр КБА : 2007, 2012